# По Бінасуор
По Бінасуор (д/н — 1390) — раджа-ді-раджа Чампи в 1360–1390 роках. Знаний також як Джая Ручам Бунга (Джая Ротям Бонга). У в'єтнамських джерелах відомий як Те Бонг Нга (Те Бунга, Те Бонгуар). «Червоний цар» в'єтнамських легенд.

## Життєпис
Походив з Дванадцятої династії. Другий син раджа-ді-раджи Джая Ананди. Після смерті батька у 1336 році ймовірно був досить малим, тому не втрутився у боротьбу брата Джамо (Те Мо) і швагера Махасави, в якій переміг останній.
1360 року після смерті Махасави за невідомих обставин успадкував трон. Продовжив боротьбуз Дайв'єтом. 1361 року відправив проти нього флот, що атакував узбережжя в сучасній провінції Куангбінь, де завдав дайв'єстським загонам поразки й пограбував місцевість. 1362 року чампське військо здійснило успішний нападна провінцію Хоачау. 1365 року відбувся новий напад на Дайв'єт, де було захоплено багато полонених.
Але у 1366 році чампське військо зазнало поразки.1368 року арміядайв'єту вдерлос яна північ Чампи, але зазнало поразки. Втім спробав По Бінасуора захопити провінцію Хоачау виявилося невдалою. Того ж року відправив посольство до мінського імператора Чжу Юаньчжана з вітанням.
1371 року, скориставшись внутрішньою нестабільністю в суперника, завдав поразки імператору Чан Фу, захопивши та пограбувавши його столицю Тханглонг. 1372 року намагався залучити імператора Чжу Юаньчжана до війни проти Дайв'єту.
1373 року дайв'єтський імператор Чан Зуї Тонг перейшов у наступ, де Чампа втратила раніше захопленіземлі. Після цього було укладено перемир'я. 1376 року Дайв'єт знову виступив проти Чампи. 1377 року в битві біля Віджаї По Бінасуор завдав супротивникові тяжкої поразки, а 1378 року знову захопив Тханглонг. Захоплено чанського прицнса Чан Хика раджа-ді-раджа оженив на своїй доньці та поставив на чолі війська, що регіон Нгеан. 1379 року чампські війська змусили дайв'єтського Чан Фе Де перенести імператорську скарбницю до Лангшону.

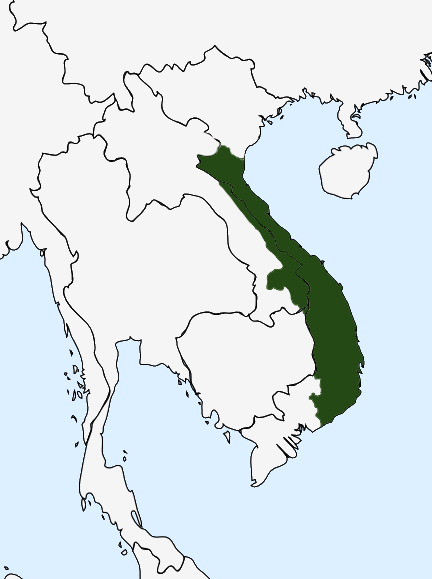
Володіння По Бінасуора на момент смерті

Втім у 1380 і 1382 роках По Бінасуор ззанав невдачі у битвах проти дайв'єтського в ійська на чолі із Хо Кюї Лі. Втім 1383 року чампська амрія втретє захопила Тханглонг. У 1390 році під час нової військвої кампанії раджа-ді-раджа зазнав поразки в битві на річці Луок (притока Хонгха) і загинув від мушкетного пострілу.
Обидва сини По Бінакуора — Те Мано Занан і Те Шонна — почали боротьбу за владу, чим скористався полководець Ла Кхай, що захопив владу.